# Исток (приток Синары)
Исток — река в России на Среднем Урале, протекает по территории Каслинского района Челябинской области и Каменского муниципального округа Свердловской области. Река берёт начало в озере Шаблиш. Устье реки находится в 25 км по левому берегу реки Синары, около деревни Крайчикова. Длина реки — 29 км.

## Данные водного реестра
По данным государственного водного реестра России относится к Иртышскому бассейновому округу, водохозяйственный участок реки — Исеть от города Екатеринбург до впадения реки Теча, речной подбассейн реки — Тобол. Речной бассейн реки — Иртыш.
Код объекта в государственном водном реестре — 14010500612111200003062.

## Населённые пункты
- Шаблиш
- Черемисская
- Гашенёва
- Барабановское
- Пирогово
- Крайчикова

## Притоки
- Сипавка, у Пирогово